# اچ‌ام‌اس پث‌فایندر (جی۱۰)
اچ‌ام‌اس پث‌فایندر (جی۱۰) (به انگلیسی: HMS Pathfinder (G10)) یک کشتی بود که طول آن ۳۴۵ فوت (۱۰۵ متر) بود. این کشتی توسط هاثورن لسلی و همکاران در سال ۱۹۴۱ ساخته شد.